# ねずみは米がすき
『ねずみは米がすき』（ねずみはこめがすき）は中華人民共和国のポピュラー音楽（C-POP）。作詞・作曲・オリジナルの歌い手は中国の歌手・楊臣剛。彼の作品はインターネットを通じて東アジア中に配信された。
ネズミが米を好きなことを恋に重ね合わせ、一途な片思いを単純な旋律に合わせて歌い上げる。

## 概要
インターネットから人気に火が付いてヒットした、いわゆる「網絡歌曲」の一つである。原題の「老鼠愛大米」は南方の俗語である。
2000年末か2001年初め頃に制作された。2002年秋、友人の勧めにより、楊がインターネット上にこの曲の音源をアップロードした。2004年12月、楊はこの曲でプロデビューを果たす。楊のデビューアルバム『老鼠愛大米』は売上100万枚を突破した。
中国大陸、香港、シンガポールでヒットし、香港のアイドルユニットツインズや、大陸の歌手香香によりカバーされた。香香はその後拙い英語訳詞を発表した。香港では英皇集団が地元の市場で再配布するための権利を買った。北京語の詞は広東語版に書きなおされたが、その際もサビの部分は北京語のままであった。シンガポールではPlay Musicというレコード会社が販売権を得、郭美美によるシングルが発売された。

## 日本語版
日本語による初のカヴァーは美山加恋のデビュー曲として、2006年2月22日にマキシシングルで発売された。同曲はNHKの『みんなのうた』2006年2月 - 3月の放送曲としてタイアップされた。
日本語詞は枯堂夏子による。原詞が男性から女性に向けた大人の片思いの歌であるのに対し、日本語詞は歌い手に合わせて女の子が男の子へ向けた切ない片思い。詞意もかなり異なっている。歌詞中サビの部分「我愛你」、「我想你」は中国語のままである。
マキシシングルにはみんなのうたの映像が収録されたDVDが付属する。

### 収録曲
1. ねずみは米がすき（フルサイズ）
2. ねずみは米がすき（みんなのうたバージョン）
3. ねずみは米がすき（フルサイズカラオケ）
4. ねずみは米がすき（ショートサイズ・カラオケ）

### みんなのうたのアニメーション
松本晴夫による男の子や女の子、ネズミのイラストの間で実写の美山加恋が歌っている。

### その他の日本語版
- 下川みくにのアルバム『Heavenly』（2009年3月18日発売）の12曲目に収録。同じ枯堂夏子の日本語詞によるもので、歌詞もサビの中国語の部分を含めて同じである。編曲はAsian Lovers Band。

## その他のヴァージョン
韓国では李素恩（이소은，イ・ソウン）により『サランヘヨ』として、カンボジアでは チュット・ソヴァン・パンニャーとプリアップ・ソヴァットによって異なる2つのヴァージョンで歌われた。